# Liga de Fútbol de Comodoro Rivadavia
La Liga de Fútbol de Comodoro Rivadavia (LFCR) es una liga regional perteneciente a la provincia de Chubut en Argentina y fue fundada en 1928. El primer presidente de la Liga fue el ingeniero Ezcurra. La liga cuneta con la participación de Comodoro, con sus barrios y localidades, y ciudades vecinas de Sarmiento y Rada Tilly. Asimismo, en el pasado contó con la participación de los campamentos petroleros que rodean a Comodoro y conformaron pequeños pueblos hasta la década de 1960.

## Historia
La Liga de Fútbol de Comodoro Rivadavia tuvo su nacimiento gracias al auge del descubrimiento del petróleo en 1907 en la zona de Comodoro que impulso el crecimiento rápido de la ciudad. Para ese entonces, ya se practicaban deportes en los campamentos petroleros. Con el paso del tiempo, los vecinos comenzaron a formar pequeños clubes, y muchos empleados petroleros comenzaron a ver sus vidas organizadas en sindicatos petroleros incentivados por YPF a formar clubes sociales y deportivos de alta competitividad.
Pour la noblesse fue el primer torneo oficial, que encontró al Club Atlético Florentino Ameghino campeón en 1922.
Como consecuencia del vertiginoso desarrollo de la disciplina, el 1 de marzo del año 1928 se fundó la Liga. Sus clubes fundadores fueron Ameghino, Talleres Juniors, San Martín y Tiro Federal. Para 1935, la Liga solicitó la afiliación a la A.F.A..
Hasta los años 50 la importancia de los clubes de fútbol de los campamentos de YPF fue notoria a la hora de pasar lista a los títulos de campeón del fútbol local, los cuales solían jugarse dos o más al año. Desde 1922 a 1953, los clubes de YPF se repartieron 43 títulos sobre 55 torneos en juego. Quedaron notoriamente rezagados los clubes de la ciudad de Comodoro Huracán y Jorge Newbery (antes Nacional), a Ferrocarriles del Estado de Km 5 y los petroleros privados de la zona norte, COMFERPET, Astra y Diadema. Esta seguidilla de éxito de los clubes ypefianos se debió al factor de que, aprovechando que los principales dirigentes de los clubes ypefianos ostentaban cargos de importancia en la empresa estatal, reforzaban sus equipos con los mejores jugadores de la zona y con otros de gran nivel que llegaban desde  distintos puntos del país, a quienes en contrapartida se les daba trabajo. 
Entre los años 1947 y 1955, lentamente fueron superados los clubes de YPF en todos los aspectos por los viejos clubes de la ciudad de Comodoro Rivadavia. Solo en cuatro ocasiones pudieron coronarse campeones, contra nueve títulos obtenidos por los clubes no ypefianos.
La tendencia de dominio de los clubes de Comodoro (hoy denomina Zona Sur de Comodoro) sobre los de los ex campamentos ypefianos y de empresas privadas (hoy aglomerados en la Zona Norte de Comodoro) continúa en la actualidad.

### Llegada a la AFA
La provincia no tuvo representación en los certámenes de la AFA hasta 1967, año en que empieza a disputarse el Torneo Regional. El primer representante de la Liga fue COMFERPET en la segunda edición, tras vencer al vencedor de la Liga del Valle Guillermo Brown en la etapa preliminar.
En 1971 se dio un hecho histórico, con Huracán consiguiendo la clasificación al Campeonato Nacional, tras imponerse ante Cipolletti de Río Negro y Talleres de Cañadón Seco, convirtiéndose en el primer representante de la Liga y de la provincia en la máxima categoría del fútbol argentino. En 1974 y 1976 volvió a clasificarse al vencer a Cipolletti y Argentino de Mendoza, respectivamente.
En 1986 se crearon el Campeonato Nacional B y el Torneo del Interior, accediendo los campeones de las ligas regionales al último mencionado. En el período que existió el certamen, se destacan las participaciones de Próspero Palazzo, Petroquímica y Huracán, que lograron quedar entre los 12 ganadores del Torneo del Interior, pero no lograron superar los Torneos Zonales, disputados en conjunto con la Primera B y que otorgaban 2 ascensos al Nacional B.
En 1995, el Torneo del Interior fue reemplazado por el Torneo Argentino A y el Torneo Argentino B, por lo que los campeones de las ligas regionales pasaron a clasificar a este último. En este período se destacó la participación de la Comisión de Actividades Infantiles, que obtuvo el ascenso al Argentino A en 1999 y se consagró campeón del Argentino A en 2002, ascendiendo a la Primera B Nacional, donde representó a la provincia por 9 años; allí se destacó su campaña en el Clausura 2005, donde obtuvo el subcampeonato y jugó 4 promociones por la permanencia de la B Nacional, las cuales ganó las 4 (contra Atlético Tucumán, Patronato, Ramón Santamarina y Racing (Córdoba)) en 2010 descendió al Argentino A y solo estuvo 1 año, donde descendió al Argentino B. En 2013 ascendió al Argentino A tras ganarle a Sportivo General San Martín (Formosa) por un global de 4-1 pero descendería en 2015 tras perder un desempate por penales contra Gutiérrez Sport Club de Mendoza. En 2019 llegó a la final del Torneo Regional Federal Amateur pero la perdió contra Boxing Club y en 2023 llegó a semifinales pero perdió por penales contra Jorge Newbery (Comodoro Rivadavia)

## Equipos participantes
En la temporada 2024, participan los siguientes clubes:  
| Equipo                                                  | Barrio/Localidad   | Departamento | Fecha de fundación | Estadio                         | Capacidad | Categoría |
| ------------------------------------------------------- | ------------------ | ------------ | ------------------ | ------------------------------- | --------- | --------- |
| Club Atlético Argentinos Diadema                        | Diadema Argentina  | Escalante    | 05/09/1933         | Sin nombre                      | ?         | Primera A |
| Comisión de Actividades Infantiles                      | Comodoro Rivadavia | Escalante    | 13/11/1993         | Municipal de Comodoro Rivadavia | 8.300     | Primera A |
| Club Atlético Caleta Córdova                            | Caleta Córdova     | Escalante    | 25/09/1941         | Sin nombre                      | ?         | Primera B |
| Club Social y Deportivo Manantiales Behr de Ciudadela   | Ciudadela          | Escalante    | 08/09/1968         | Sin nombre                      | ?         | Primera B |
| Comodoro Fútbol Club                                    | Comodoro Rivadavia | Escalante    | ??/02/2016         | Sin nombre                      | ?         | Primera B |
| Club Deportivo Portugués                                | Comodoro Rivadavia | Escalante    | 27/07/1962         | Inmigrantes Portugueses         | 2.000     | Primera B |
| Club Deportivo Roca                                     | Comodoro Rivadavia | Escalante    | 14/03/1968         | Sin nombre                      | ?         | Primera A |
| Club Deportivo Sarmiento                                | Sarmiento          | Sarmiento    | 29/09/1929         | Juan "Pampa" Zaldúa             | 1.000     | Primera A |
| Club Deportivo Ferrocarril del Estado                   | Presidente Ortiz   | Escalante    | 09/12/1929         | Sin nombre                      | 1.500     | Primera B |
| Club Atlético Florentino Ameghino                       | General Mosconi    | Escalante    | 01/02/1919         | Sin nombre                      | ?         | Primera B |
| Club Atlético General Saavedra                          | Saavedra           | Escalante    | 22/10/1928         | Sin nombre                      | ?         | Primera A |
| Club Atlético Huracán                                   | Comodoro Rivadavia | Escalante    | 22/12/1927         | César Augusto Muñoz             | 4.500     | Primera A |
| Club Atlético Jorge Newbery                             | Comodoro Rivadavia | Escalante    | 19/04/1924         | La Madriguera                   | 5.000     | Primera A |
| Club Social y Deportivo Laprida                         | Laprida            | Escalante    | 17/03/1969         | Domingo Perea                   | ?         | Primera A |
| Club Infantil Social y Deportivo Nueva Generación       | Comodoro Rivadavia | Escalante    | 04/01/1997         | Sin nombre                      | ?         | Primera B |
| Club Atlético Oeste Juniors                             | Valle C            | Escalante    | 01/09/1931         | Sin nombre                      | ?         | Primera B |
| Club Social y Deportivo Petroquímica Comodoro Rivadavia | Don Bosco          | Escalante    | 15/12/1924         | Sin nombre                      | 3.000     | Primera A |
| Club Deportivo Próspero Palazzo                         | Próspero Palazzo   | Escalante    | 15/07/1964         | Sin nombre                      | ?         | Primera A |
| Club Atlético Rada Tilly                                | Rada Tilly         | Escalante    | 29/07/2002         | CartNou                         | ?         | Primera A |
| Club Social Deportivo General San Martín                | Comodoro Rivadavia | Escalante    | 16/07/1967         | Sin nombre                      | ?         | Primera B |
| Club Social y Deportivo Stella Maris                    | Comodoro Rivadavia | Escalante    | 24/01/1985         | Sin nombre                      | ?         | Primera B |
| Club Atlético Talleres Juniors                          | General Mosconi    | Escalante    | 20/07/1926         | Sin nombre                      | ?         | Primera B |
| Club Atlético Tiro Federal                              | General Mosconi    | Escalante    | 06/05/1917         | Sin nombre                      | ?         | Primera B |
| Club Universitario                                      | Castelli           | Escalante    | 15/12/1983         | En construcción                 | ?         | Primera B |
| Club Atlético Unión San Martín Azcuénaga                | Presidente Ortiz   | Escalante    | 23/06/1931         | Don Armando Ávila               | 1.000     | Primera A |

1. ↑  Propiedad del municipio de Comodoro Rivadavia.
2. ↑  Popularmente conocido como La Madriguera.[34]
3. ↑  Conocido como Laprida del Oeste.[36]

## Clásicos
| Denominación                              | Clubes rivales                          | Clubes rivales                              |
| ----------------------------------------- | --------------------------------------- | ------------------------------------------- |
| Clásico Comodorense                       | Huracán Comodoro Rivadavia              | Jorge Newbery Comodoro Rivadavia            |
| Clásico del Kilómetro 5                   | Ferrocarril del Estado Presidente Ortiz | Unión San Martín Azcuénaga Presidente Ortiz |
| Clásico del Far West                      | Laprida Laprida                         | Oeste Juniors Valle C                       |
| Clásico del Barrio                        | Ciudadela Ciudadela                     | Próspero Palazzo Próspero Palazzo           |
| Clásico del Kilómetro 3                   | Florentino Ameghino General Mosconi     | Tiro Federal General Mosconi                |
| Clásico del Barrio Industrial             | Huracán Comodoro Rivadavia              | Deportivo Portugués Comodoro Rivadavia      |
| Clásico General Saavedra-Talleres Juniors | General Saavedra Saavedra               | Talleres Juniors General Mosconi            |
| Clásico Ferro-Petroquímica                | Ferrocarril del Estado Presidente Ortiz | Petroquímica Don Bosco                      |
| Clásico Caleta Córdova-Petroquímica       | Caleta Córdova Caleta Córdova           | Petroquímica Don Bosco                      |
| Clásico Ciudadela-Diadema                 | Ciudadela Ciudadela                     | Argentinos Diadema Diadema Argentina        |

## Clubes desafiliados o desaparecidos
| Equipo                           | Barrio/Localidad   | Departamento | Fecha de fundación | Estado       | Notas |
| -------------------------------- | ------------------ | ------------ | ------------------ | ------------ | --- |
| Club Atlético Astra              | Astra              | Escalante    | 18/06/1924         | Desaparecido | Desapareció con la partida de la empresa ASTRA. Refundado como Club Deportivo, Cultural y Social Astra en 2008.          |
| Club Atlético Ceferino Namuncurá | Comodoro Rivadavia | Escalante    | 14/07/1987         | Desaparecido | Participó en la Primera B entre 1987 y 2003.                                                                             |
| Club Gimnasia y Esgrima          | Comodoro Rivadavia | Escalante    | 13/02/1919         | Desafiliado  | Última participación en 1941.                                                                                            |
| Patagonia-Los Andes              | Don Bosco          | Escalante    | 1979               | Desaparecido | Fusión entre los clubes Los Andes y Patagonia, ambos desafiliados a fines de 1980. Sus jugadores pasaron a Petroquímica. |

## Campeones

### Historial
A continuación, se listan los campeones de la Liga de Fútbol de Comodoro Rivadavia, año por año: 
| Temporada | Torneo                                            | Campeón (N.º)                                     | Subcampeón                                        |
| --------- | ------------------------------------------------- | ------------------------------------------------- | ------------------------------------------------- |
| 1928      | Oficial                                           | Nacional (1)                                      | ?                                                 |
| 1929      | Copa de la República                              | Nacional (2)                                      | ?                                                 |
| 1929      | Oficial                                           | Huergo (1)                                        | ?                                                 |
| 1930      | Oficial                                           | Huracán (1)                                       | ?                                                 |
| 1931      | Oficial                                           | Florentino Ameghino (1)                           | ?                                                 |
| 1931      | FDYPF                                             | Florentino Ameghino (2)                           | ?                                                 |
| 1932      | Oficial                                           | Huracán (2)                                       | ?                                                 |
| 1932      | FDYPF                                             | Florentino Ameghino (3)                           | ?                                                 |
| 1933      | Oficial de Honor                                  | Nacional (3)                                      | ?                                                 |
| 1933      | Apertura Estímulo                                 | Huracán (3)                                       | ?                                                 |
| 1934      | AFCR Apertura                                     | Huracán (4)                                       | ?                                                 |
| 1934      | FDYPF Apertura                                    | Tiro Federal (2)                                  | ?                                                 |
| 1934      | Oficial de Honor                                  | Tiro Federal (3)                                  | ?                                                 |
| 1934      | Competencia                                       | Talleres Juniors (1)                              | ?                                                 |
| 1935      | FDYPF Apertura                                    | Talleres Juniors (2)                              | ?                                                 |
| 1935      | Oficial                                           | Talleres Juniors (3)                              | ?                                                 |
| 1935      | Liga de Comodoro Rivadavia                        | Huracán (5)                                       | ?                                                 |
| 1936      | FDYPF Apertura                                    | Talleres Juniors (4)                              | ?                                                 |
| 1936      | Oficial                                           | Talleres Juniors (5)                              | ?                                                 |
| 1936      | Liga de Comodoro Rivadavia                        | Huracán (6)                                       | ?                                                 |
| 1937      | Oficial                                           | Talleres Juniors (6)                              | ?                                                 |
| 1937      | César Rosquellas                                  | Oeste Juniors (1)                                 | ?                                                 |
| 1938      | César Rosquellas                                  | Unión San Martín Azcuénaga (1)                    | ?                                                 |
| 1938      | Oficial                                           | Gimnasia y Esgrima (1)                            | ?                                                 |
| 1938      | Torneo YPF                                        | Tiro Federal (4)                                  | ?                                                 |
| 1938      | Competencia                                       | Tiro Federal (5)                                  | ?                                                 |
| 1939      | Oficial                                           | Tiro Federal (6)                                  | ?                                                 |
| 1939      | Perforación                                       | Tiro Federal (7)                                  | ?                                                 |
| 1939      | César Rosquellas                                  | Tiro Federal (8)                                  | ?                                                 |
| 1940      | Preparación                                       | Tiro Federal (9)                                  | ?                                                 |
| 1940      | Relámpago                                         | Tiro Federal (10)                                 | ?                                                 |
| 1941      | Torneo Independencia                              | Jorge Newbery (4)                                 | ?                                                 |
| 1941      | Oficial                                           | Talleres Juniors (7)                              | ?                                                 |
| 1941      | César Rosquellas                                  | General Saavedra (1)                              | ?                                                 |
| 1941      | FAYPF Rapallini                                   | Talleres Juniors (8)                              | ?                                                 |
| 1942      | Rapallini                                         | Florentino Ameghino (4)                           | ?                                                 |
| 1942      | Oficial                                           | Tiro Federal (11)                                 | ?                                                 |
| 1942      | César Rosquellas                                  | Florentino Ameghino (5)                           | ?                                                 |
| 1943      | Oficial                                           | Talleres Juniors (9)                              | ?                                                 |
| 1943      | FAYPF                                             | Talleres Juniors (10)                             | ?                                                 |
| 1944      | Oficial                                           | Talleres Juniors (11)                             | ?                                                 |
| 1944      | Roberto Zamora                                    | Tiro Federal (12)                                 | ?                                                 |
| 1945      | Oficial                                           | Florentino Ameghino (6)                           | ?                                                 |
| 1945      | Rapallini                                         | Tiro Federal (13)                                 | ?                                                 |
| 1945      | Concurso de Honor                                 | Talleres Juniors (12)                             | ?                                                 |
| 1946      | Oficial                                           | Huracán (7)                                       | ?                                                 |
| 1946      | Rapallini                                         | General Saavedra (2)                              | ?                                                 |
| 1946      | Roberto Zamora                                    | General Saavedra (3)                              | ?                                                 |
| 1947      | Preparación                                       | Jorge Newbery (5)                                 | ?                                                 |
| 1947      | Concurso de Honor                                 | Jorge Newbery (6)                                 | ?                                                 |
| 1948      | Oficial                                           | Ferrocarril del Estado (1)                        | ?                                                 |
| 1949      | Oficial                                           | Florentino Ameghino (7)                           | ?                                                 |
| 1950      | Oficial Juan Domingo Perón                        | Huracán (8)                                       | ?                                                 |
| 1951      | Oficial                                           | Oeste Juniors (2)                                 | ?                                                 |
| 1952      | Oficial                                           | Huracán (9)                                       | ?                                                 |
| 1953      | Oficial                                           | Tiro Federal (14)                                 | ?                                                 |
| 1953      | Torneo 13 de Diciembre                            | Unión San Martín Azcuénaga (2)                    | ?                                                 |
| 1954      | Oficial                                           | Huracán (10)                                      | ?                                                 |
| 1955      | Oficial                                           | Huracán (11)                                      | ?                                                 |
| 1956      | Oficial                                           | Ferrocarril del Estado (2)                        | ?                                                 |
| 1957      | Oficial                                           | Huracán (12)                                      | ?                                                 |
| 1957      | Trofeo Tristán Alavila                            | Florentino Ameghino (8)                           | ?                                                 |
| 1958      | Oficial                                           | Ferrocarril del Estado (3)                        | ?                                                 |
| 1959      | Oficial                                           | Ferrocarril del Estado (4)                        | ?                                                 |
| 1960      | Oficial                                           | Florentino Ameghino (9)                           | ?                                                 |
| 1961      | Oficial                                           | Ferrocarril del Estado (5)                        | ?                                                 |
| 1962      | Oficial                                           | Oeste Juniors (3)                                 | ?                                                 |
| 1963      | Oficial                                           | Florentino Ameghino (10)                          | ?                                                 |
| 1963      | Pro Edificio Liga                                 | General Saavedra (4)                              | ?                                                 |
| 1964      | Oficial                                           | Oeste Juniors (4)                                 | ?                                                 |
| 1964      | Pro Edificio Liga                                 | Tiro Federal (15)                                 | ?                                                 |
| 1965      | Oficial                                           | Comferpet (1)                                     | ?                                                 |
| 1965      | Competencia                                       | Florentino Ameghino (11)                          | ?                                                 |
| 1966      | Oficial                                           | Oeste Juniors (5)                                 | ?                                                 |
| 1967      | Oficial                                           | Comferpet (2)                                     | ?                                                 |
| 1967      | Solidaridad Nocturno                              | Oeste Juniors (6)                                 | ?                                                 |
| 1967      | Preparación 25 de Mayo                            | Oeste Juniors (7)                                 | ?                                                 |
| 1968      | Oficial                                           | Talleres Juniors (13)                             | ?                                                 |
| 1968      | Octogonal 40.º Aniversario de Huracán             | Jorge Newbery (7)                                 | ?                                                 |
| 1969      | Oficial                                           | Comferpet (3)                                     | ?                                                 |
| 1969      | Aniversario                                       | Oeste Juniors (8)                                 | ?                                                 |
| 1969      | Preparación                                       | Jorge Newbery (8)                                 | ?                                                 |
| 1970      | Oficial                                           | Huracán (13)                                      | ?                                                 |
| 1970      | Aniversario Asociación Deportiva YPF              | Oeste Juniors (9)                                 | ?                                                 |
| 1971      | Clasificatorio                                    | Tiro Federal (16)                                 | ?                                                 |
| 1971      | Petit Torneo R.C.                                 | Huracán (14)                                      | ?                                                 |
| 1971      | Independencia                                     | Huracán (15)                                      | ?                                                 |
| 1972      | Clasificatorio                                    | Huracán (16)                                      | ?                                                 |
| 1972      | Aniversario L.F.C.R.                              | Jorge Newbery (9)                                 | ?                                                 |
| 1973      | Oficial Reducido R.C.                             | Huracán (17)                                      | ?                                                 |
| 1973      | Preparación                                       | Jorge Newbery (10)                                | ?                                                 |
| 1974      | Zonal                                             | Deportivo Portugués (1)                           | ?                                                 |
| 1974      | Definitorio R.C.                                  | Huracán (18)                                      | ?                                                 |
| 1975      | Zonal                                             | Deportivo Portugués (2)                           | ?                                                 |
| 1975      | Definitorio R.C.                                  | Huracán (19)                                      | ?                                                 |
| 1976      | Zonal                                             | Huracán (20)                                      | ?                                                 |
| 1976      | Definitorio R.C.                                  | Huracán (21)                                      | ?                                                 |
| 1977      | Apertura                                          | Jorge Newbery (11)                                | ?                                                 |
| 1977      | Definitorio R.C.                                  | Huracán (22)                                      | ?                                                 |
| 1978      | Bodas de Oro L.F.C.R.                             | Jorge Newbery (12)                                | ?                                                 |
| 1978      | Oficial                                           | Huracán (23)                                      | ?                                                 |
| 1979      | Clasificatorio R.C.                               | Huracán (24)                                      | ?                                                 |
| 1979      | Clausura                                          | Huracán (25)                                      | ?                                                 |
| 1980      | Clasificatorio R.C.                               | Huracán (26)                                      | ?                                                 |
| 1980      | Clausura C.A. y R.C.                              | General Saavedra (5)                              | ?                                                 |
| 1981      | Clasificatorio                                    | Huracán (27)                                      | ?                                                 |
| 1981      | Clausura                                          | Florentino Ameghino (12)                          | ?                                                 |
| 1982      | Clasificatorio R.C.                               | Jorge Newbery (13)                                | ?                                                 |
| 1982      | Clausura                                          | Unión San Martín Azcuénaga (3)                    | ?                                                 |
| 1983      | Clasificatorio C.A.                               | Huracán (28)                                      | ?                                                 |
| 1983      | Clausura                                          | Jorge Newbery (14)                                | ?                                                 |
| 1984      | Clasificatorio C.A.                               | Huracán (29)                                      | ?                                                 |
| 1984      | Clausura                                          | Florentino Ameghino (13)                          | ?                                                 |
| 1985      | Clasificatorio                                    | Huracán (30)                                      | ?                                                 |
| 1985      | Zonal                                             | Huracán (31)                                      | ?                                                 |
| 1986      | Clasificatorio                                    | Jorge Newbery (15)                                | ?                                                 |
| 1986      | Zonal                                             | Jorge Newbery (16)                                | ?                                                 |
| 1987      | Preparación                                       | Florentino Ameghino (14)                          | ?                                                 |
| 1987      | Oficial R.C.                                      | Huracán (32)                                      | ?                                                 |
| 1988      | Apertura R.C.                                     | Próspero Palazzo (1)                              | ?                                                 |
| 1988      | Oficial                                           | Florentino Ameghino (15)                          | ?                                                 |
| 1989      | Apertura R.C.                                     | Jorge Newbery (17)                                | ?                                                 |
| 1989      | Oficial                                           | Ferrocarril del Estado (6)                        | ?                                                 |
| 1990      | Apertura R.C.                                     | Petroquímica (4)                                  | ?                                                 |
| 1990      | Zonal                                             | Petroquímica (5)                                  | ?                                                 |
| 1991      | Oficial R.C.                                      | Huracán (33)                                      | ?                                                 |
| 1991      | Zonal                                             | Petroquímica (6)                                  | ?                                                 |
| 1992      | Apertura R.C.                                     | Huracán (34)                                      | ?                                                 |
| 1992      | Clausura                                          | Petroquímica (7)                                  | ?                                                 |
| 1993      | Apertura C.A.                                     | General Roca (1)                                  | ?                                                 |
| 1993      | Clausura                                          | Unión San Martín Azcuénaga (4)                    | ?                                                 |
| 1994      | Apertura R.C.                                     | Huracán (35)                                      | ?                                                 |
| 1994      | Clausura                                          | Ferrocarril del Estado (7)                        | ?                                                 |
| 1995      | De Otoño R.C.                                     | CAI (1)                                           | ?                                                 |
| 1995      | Oficial                                           | Huracán (36)                                      | ?                                                 |
| 1996      | Apertura                                          | Deportivo Sarmiento (1)                           | Próspero Palazzo                                  |
| 1996      | Liguilla R.C.                                     | Huracán (37)                                      | ?                                                 |
| 1997      | Apertura R.C.                                     | CAI (2)                                           | ?                                                 |
| 1997      | Clausura                                          | Huracán (38)                                      | ?                                                 |
| 1998      | Apertura                                          | CAI (3)                                           | ?                                                 |
| 1998      | Zonal                                             | Huracán (39)                                      | ?                                                 |
| 1999      | Apertura                                          | CAI (4)                                           | ?                                                 |
| 1999      | Clausura C.A. y R.C.                              | Próspero Palazzo (2)                              | ?                                                 |
| 2000      | Apertura R.C.                                     | Petroquímica (8)                                  | ?                                                 |
| 2000      | Clausura                                          | Huracán (40)                                      | ?                                                 |
| 2001      | Apertura C.A.                                     | Ferrocarril del Estado (8)                        | ?                                                 |
| 2001      | Clausura R.C.                                     | Petroquímica (9)                                  | ?                                                 |
| 2002      | Apertura C.A.                                     | Jorge Newbery (18)                                | ?                                                 |
| 2002      | Clausura                                          | Ferrocarril del Estado (9)                        | ?                                                 |
| 2003      | Apertura                                          | CAI (5)                                           | ?                                                 |
| 2003      | Zonal                                             | Jorge Newbery (19)                                | ?                                                 |
| 2004      | Apertura                                          | CAI (6)                                           | ?                                                 |
| 2004      | Clausura                                          | Jorge Newbery (20)                                | ?                                                 |
| 2005      | Oficial                                           | CAI (7)                                           | ?                                                 |
| 2006      | Oficial                                           | Petroquímica (10)                                 | ?                                                 |
| 2007      | Oficial                                           | Huracán (41)                                      | ?                                                 |
| 2008      | Oficial                                           | CAI (8)                                           | ?                                                 |
| 2009      | Oficial                                           | Huracán (42)                                      | ?                                                 |
| 2010      | Zonal                                             | Huracán (43)                                      | Petroquímica                                      |
| 2010      | Clausura                                          | Huracán (44)                                      | ?                                                 |
| 2011      | Zonal                                             | Jorge Newbery (21)                                | Huracán                                           |
| 2011/12   | Zonal                                             | Jorge Newbery (22)                                | Florentino Ameghino                               |
| 2012      | Clausura                                          | Florentino Ameghino (16)                          | Huracán                                           |
| 2013      | Inicial                                           | Jorge Newbery (23)                                | Florentino Ameghino                               |
| 2013      | Final                                             | Florentino Ameghino (17)                          | ?                                                 |
| 2014      | Inicial                                           | Huracán (45)                                      | Jorge Newbery                                     |
| 2014      | Final                                             | Jorge Newbery (24)                                | ?                                                 |
| 2015      | Inicial                                           | Huracán (46)                                      | Jorge Newbery                                     |
| 2015      | Final                                             | Huracán (47)                                      | CAI                                               |
| 2016      | Inicial                                           | Huracán (48)                                      | CAI                                               |
| 2016      | Final                                             | Florentino Ameghino (18)                          | Jorge Newbery                                     |
| 2016      | Copa Comodoro Rivadavia                           | Florentino Ameghino (19)                          | Huracán                                           |
| 2017      | Inicial                                           | Jorge Newbery (25)                                | CAI                                               |
| 2017      | Zonal                                             | Florentino Ameghino (20)                          | Petroquímica                                      |
| 2018      | Inicial                                           | Jorge Newbery (26)                                | Unión San Martín Azcuénaga                        |
| 2018      | Final                                             | Huracán (49)                                      | Jorge Newbery                                     |
| 2019      | Inicial                                           | Huracán (50)                                      | ?                                                 |
| 2019      | Final                                             | Jorge Newbery (27)                                | Huracán                                           |
| 2020      | Temporada suspendida por la pandemia de COVID-19. | Temporada suspendida por la pandemia de COVID-19. | Temporada suspendida por la pandemia de COVID-19. |
| 2021      | Oficial                                           | Huracán (51)                                      | Jorge Newbery                                     |
| 2021      | Zonal                                             | Jorge Newbery (28)                                | CAI                                               |
| 2022      | Oficial                                           | Jorge Newbery (29)                                | Huracán                                           |
| 2022      | Zonal                                             | Huracán (52)                                      | Petroquímica                                      |
| 2023      | Apertura                                          | Jorge Newbery (30)                                | Huracán                                           |
| 2023      | Zonal                                             | Jorge Newbery (31)                                | Huracán                                           |
| 2024      | Apertura                                          | Jorge Newbery (32)                                | Huracán                                           |
| 2024      | Zonal                                             | General Saavedra (6)                              | Deportivo Sarmiento                               |

1. 1 2 3  Denominación anterior de Jorge Newbery.
2. ↑  Denominación anterior de Tiro Federal.
3. 1 2 3  Denominación anterior de Petroquímica.
4. ↑  Denominación anterior de Deportivo Roca.

### Palmarés
| Equipo                     | Campeonatos | Subcampeonatos | Torneos campeón | Torneos subcampeón |
| -------------------------- | ----------- | -------------- | --- | --- |
| Huracán                    | 52          | 10             | 1930, Oficial 1932, Apertura Estímulo 1933, AFCR Apertura 1934, Liga de Comodoro Rivadavia 1935, Liga de Comodoro Rivadavia 1936, Oficial 1946, 1950, 1952, 1954, 1955, Oficial 1957, Oficial 1970, Petit Torneo R.C. 1971, Independencia 1971, Clasificatorio 1972, Oficial Reducido R.C. 1973, Definitorio R.C. 1974, Definitorio R.C. 1975, Zonal 1976, Definitorio R.C. 1976, Definitorio R.C. 1977, Oficial 1978, Clasificatorio R.C. 1979, Clausura 1979, Clasificatorio R.C. 1980, Clasificatorio 1981, Clasificatorio C.A. 1983, Clasificatorio C.A. 1984, Clasificatorio 1985, Zonal 1985, Oficial R.C. 1987, Oficial R.C. 1991, Apertura R.C. 1992, Apertura R.C. 1994, Oficial 1995, Liguilla R.C. 1996, Clausura 1997, Zonal 1998, Clausura 2000, 2007, 2009, Zonal 2010, Clausura 2010, Inicial 2014, Inicial 2015, Final 2015, Inicial 2016, Final 2018, Inicial 2019, Oficial 2021, Zonal 2022 | Zonal 2011, Clausura 2012, Copa Comodoro Rivadavia 2016, Final 2019, Oficial 2022, Apertura 2022, Zonal 2022, Apertura 2023, Zonal 2023, Apertura 2024 |
| Jorge Newbery              | 32          | 6              | 1928, Copa de la República 1929, Oficial de Honor 1933, Torneo Independencia 1941, Preparación 1947, Concurso de Honor 1947, Octogonal 40.º Aniversario de Huracán 1968, Preparación 1969, Aniversario L.F.C.R. 1972, Preparación 1973, Apertura 1977, Bodas de Oro L.F.C.R. 1978, Clasificatorio R.C. 1982, Clausura 1983, Clasificatorio 1986, Zonal 1986, Apertura R.C. 1989, Apertura C.A. 2002, Zonal 2003, Clausura 2004, Zonal 2011, Zonal 2011/12, Inicial 2013, Final 2014, Inicial 2017, Inicial 2018, Final 2019, Zonal 2021, Oficial 2022, Apertura 2023, Zonal 2023, Apertura 2024 | Inicial 2014, Inicial 2015, Final 2016, Final 2018, Oficial 2021, Zonal 2024                                                                           |
| Florentino Ameghino        | 20          | 2              | Oficial 1931, FDYPF 1931, FDYPF 1932, Rapallini 1942, César Rosquellas 1942, Oficial 1945, 1949, Trofeo Tristán Alavila 1957, 1960, Oficial 1963, Competencia 1965, Clausura 1981, Clausura 1984, Preparación 1987, Oficial 1988, Clausura 2012, Final 2013, Final 2016, Copa Comodoro Rivadavia 2016, Zonal 2017, Apertura B 2024, Zonal B 2024 | Zonal 2011/12, Inicial 2013 |
| Tiro Federal               | 16          | –              | Oficial 1929, FDYPF Apertura 1934, Oficial de Honor 1934, Torneo YPF 1938, Competencia 1938, Oficial 1939, Perforación 1939, César Rosquellas 1939, Preparación 1940, Relámpago 1940, Oficial 1942, Roberto Zamora 1944, Rapallini 1945, Oficial 1953, Pro Edificio Liga 1964, Clasificatorio 1971 | – |
| Talleres Juniors           | 13          | –              | Competencia 1934, FDYPF Apertura 1935, Oficial 1935, FDYPF Apertura 1936, Oficial 1936, Oficial 1937, Oficial 1941, FAYPF Rapallini 1941, Oficial 1943, FAYPF 1943, Oficial 1944, Concurso de Honor 1945, Oficial 1968 | – |
| Petroquímica               | 10          | 3              | Oficial 1965, Oficial 1967, Oficial 1969, Apertura R.C. 1990, Zonal 1990, Zonal 1991, Clausura 1992, Apertura R.C. 2000, Clausura R.C. 2001, Oficial 2006, | Zonal 2010, Zonal 2017, Zonal 2022 |
| Ferrocarril del Estado     | 9           | –              | 1948, 1956, 1958, 1959, 1961, Oficial 1989, Clausura 1994, Apertura C.A. 2001, Clausura 2002 | – |
| Oeste Juniors              | 9           | –              | César Rosquellas 1937, 1951, 1962, Oficial 1964, 1966, Solidaridad Nocturno 1967, Preparación 25 de mayo de 1967, Aniversario 1969, Aniversario Asociación Deportiva YPF 1970 | – |
| CAI                        | 8           | 4              | De Otoño R.C. 1995, Apertura R.C. 1997, Apertura 1998, Apertura 1999, Apertura 2003, Apertura 2004, 2005, 2008 | Final 2015, Inicial 2016, Inicial 2017, Zonal 2021 |
| General Saavedra           | 6           | –              | César Rosquellas 1941, Rapallini 1946, Roberto Zamora 1946, Pro Edificio Liga 1963, Clausura C.A. y R.C. 1980, Zonal 2024 | – |
| Unión San Martín Azcuénaga | 4           | 1              | César Rosquellas 1938, Torneo 13 de diciembre de 1953, Clausura 1982, Clausura 1993 | Inicial 2018 |
| Próspero Palazzo           | 2           | 1              | Apertura R.C. 1988, Clausura C.A. y R.C. 1999 | Apertura 1996 |
| Deportivo Portugués        | 2           | –              | Zonal 1974, Zonal 1975 | – |
| Deportivo Roca             | 1           | –              | Apertura C.A. 1993 | – |
| Deportivo Sarmiento        | 1           | –              | Apertura 1996 | – |
| Gimnasia y Esgrima         | 1           | –              | Oficial 1938 | – |

1. ↑  Anteriormente llamado Nacional.
2. ↑  Anteriormente llamado Huergo.
3. ↑  Anteriormente llamado Comferpet.
4. ↑  Anteriormente llamado General Roca.

## Participaciones en torneos nacionales
| Equipo                     | Torneo actual | Máx. categoría    | Participaciones | Torneos |
| -------------------------- | ------------- | ----------------- | --------------- | --- |
| Huracán                    | Liga regional | Primera División  | 47              | Primera División – 3: Campeonato Nacional (1971, 1974, 1976) |
| Huracán                    | Liga regional | Primera División  | 47              | Segunda categoría – 13: Torneo Regional (1971, 1972, 1974, 1975, 1976, 1977, 1978, 1979, 1980, 1981, 1983/84, 1984/85, 1985/86) |
| Huracán                    | Liga regional | Primera División  | 47              | Tercera categoría – 6: Torneo del Interior (1986/87, 1991/92, 1992/93, 1993/94, 1994/95), Torneo Argentino A (2005/06) |
| Huracán                    | Liga regional | Primera División  | 47              | Cuarta categoría – 20: Torneo Argentino B (1995/96, 1996/97, 2003/04, 2004/05, 2006/07, 2008/09, 2009/10, 2010/11, 2011/12, 2012/13, 2013/14), Torneo Federal B (2015, Complementario 2016, 2017), Torneo Regional Federal Amateur (2019, 2020, Transición 2020/21, 2021/22, 2022/23, 2023/24) |
| Huracán                    | Liga regional | Primera División  | 47              | Quinta categoría – 1: Torneo del Interior (2008) |
| Huracán                    | Liga regional | Primera División  | 47              | Copas nacionales – 4: Copa Argentina (2011/12, 2012/13, 2013/14, 2016/17) |
| CAI                        | Liga regional | Segunda categoría | 34              | Segunda categoría – 9: Primera B Nacional (2002/03, 2003/04, 2004/05, 2005/06, 2006/07, 2007/08, 2008/09, 2010/11) |
| CAI                        | Liga regional | Segunda categoría | 34              | Tercera categoría – 9: Torneo Argentino A (1995/96, 1996/97, 1998/99, 1999/00, 2000/01, 2001/02, 2011/12, 2013/14), Torneo Federal A (2014, 2015) |
| CAI                        | Liga regional | Segunda categoría | 34              | Cuarta categoría – 12: Torneo Argentino B (1997/98, 1998/99, 2012/13), Torneo Federal B (2016, Complementario 2016, 2017), Torneo Regional Federal Amateur (2019, 2020, Transición 2020/21, 2021/22, 2022/23, 2023/24)                                                                         |
| CAI                        | Liga regional | Segunda categoría | 34              | Copas nacionales – 4: Copa Argentina (2011/12, 2012/13, 2013/14, 2014/15) |
| Jorge Newbery              | Liga regional | Segunda categoría | 23              | Segunda categoría – 2: Torneo Regional (1973, 1982/83) |
| Jorge Newbery              | Liga regional | Segunda categoría | 23              | Tercera categoría – 2: Torneo del Interior (1987/88, 1989/90) |
| Jorge Newbery              | Liga regional | Segunda categoría | 23              | Cuarta categoría – 11: Torneo Argentino B (2003/04, 2011/12, 2012/13), Torneo Federal B (Complementario 2016, 2017), Torneo Regional Federal Amateur (2019, 2020, Transición 2020/21, 2021/22, 2022/23, 2023/24)                                                                               |
| Jorge Newbery              | Liga regional | Segunda categoría | 23              | Quinta categoría – 5: Torneo del Interior (2008, 2009, 2010, 2011), Torneo Federal C (2016) |
| Jorge Newbery              | Liga regional | Segunda categoría | 23              | Copas nacionales – 3: Copa Argentina (2011/12, 2012/13, 2016/17) |
| Petroquímica               | Liga regional | Segunda categoría | 11              | Segunda categoría – 2: Torneo Regional (1968, 1970) |
| Petroquímica               | Liga regional | Segunda categoría | 11              | Tercera categoría – 1: Torneo del Interior (1990/91) |
| Petroquímica               | Liga regional | Segunda categoría | 11              | Cuarta categoría – 3: Torneo Argentino B (2001/02, 2002/03), Torneo Regional Federal Amateur (2023/24) |
| Petroquímica               | Liga regional | Segunda categoría | 11              | Quinta categoría – 4: Torneo del Interior (2007, 2008, 2011, 2015) |
| Petroquímica               | Liga regional | Segunda categoría | 11              | Copas nacionales – 1: Copa Argentina (1970) |
| Unión San Martín Azcuénaga | Liga regional | Cuarta categoría  | 3               | Cuarta categoría – 1: Torneo Regional Federal Amateur (2019) |
| Unión San Martín Azcuénaga | Liga regional | Cuarta categoría  | 3               | Quinta categoría – 2: Torneo Federal C (2017, 2018) |
| General Saavedra           | Liga regional | Segunda categoría | 2               | Segunda categoría – 1: Torneo Regional (1982) |
| General Saavedra           | Liga regional | Segunda categoría | 2               | Cuarta categoría – 1: Torneo Argentino B (2001/02) |
| Talleres Juniors           | Liga regional | Segunda categoría | 2               | Segunda categoría – 1: Torneo Regional (1969) |
| Talleres Juniors           | Liga regional | Segunda categoría | 2               | Copa nacionales – 1: Copa Argentina (1969) |
| Próspero Palazzo           | Liga regional | Tercera categoría | 2               | Tercera categoría – 1: Torneo del Interior (1988/89) |
| Próspero Palazzo           | Liga regional | Tercera categoría | 2               | Cuarta categoría – 1: Torneo Argentino B (2000/01) |
| Florentino Ameghino        | Liga regional | Cuarta categoría  | 2               | Cuarta categoría – 1: Torneo Federal B (Complementario 2016) |
| Florentino Ameghino        | Liga regional | Cuarta categoría  | 2               | Quinta categoría – 1: Torneo Federal C (2016) |
| Ferrocarril del Estado     | Liga regional | Cuarta categoría  | 2               | Cuarta categoría – 1: Torneo Argentino B (2002/03) |
| Ferrocarril del Estado     | Liga regional | Cuarta categoría  | 2               | Quinta categoría – 1: Torneo Federal C (2015) |